# Szaroporka podpalana

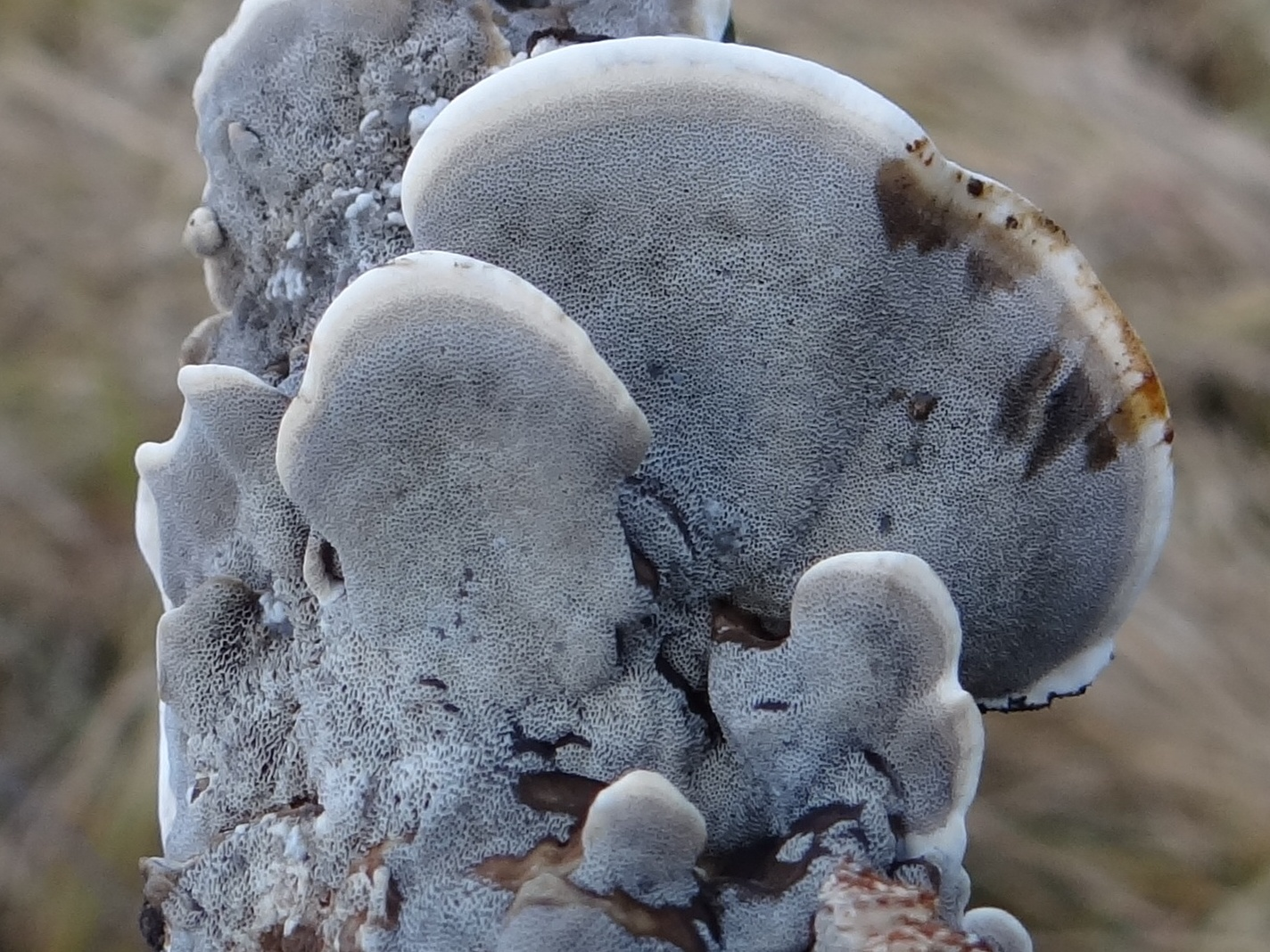
Szare pory po ucisku ciemnieją

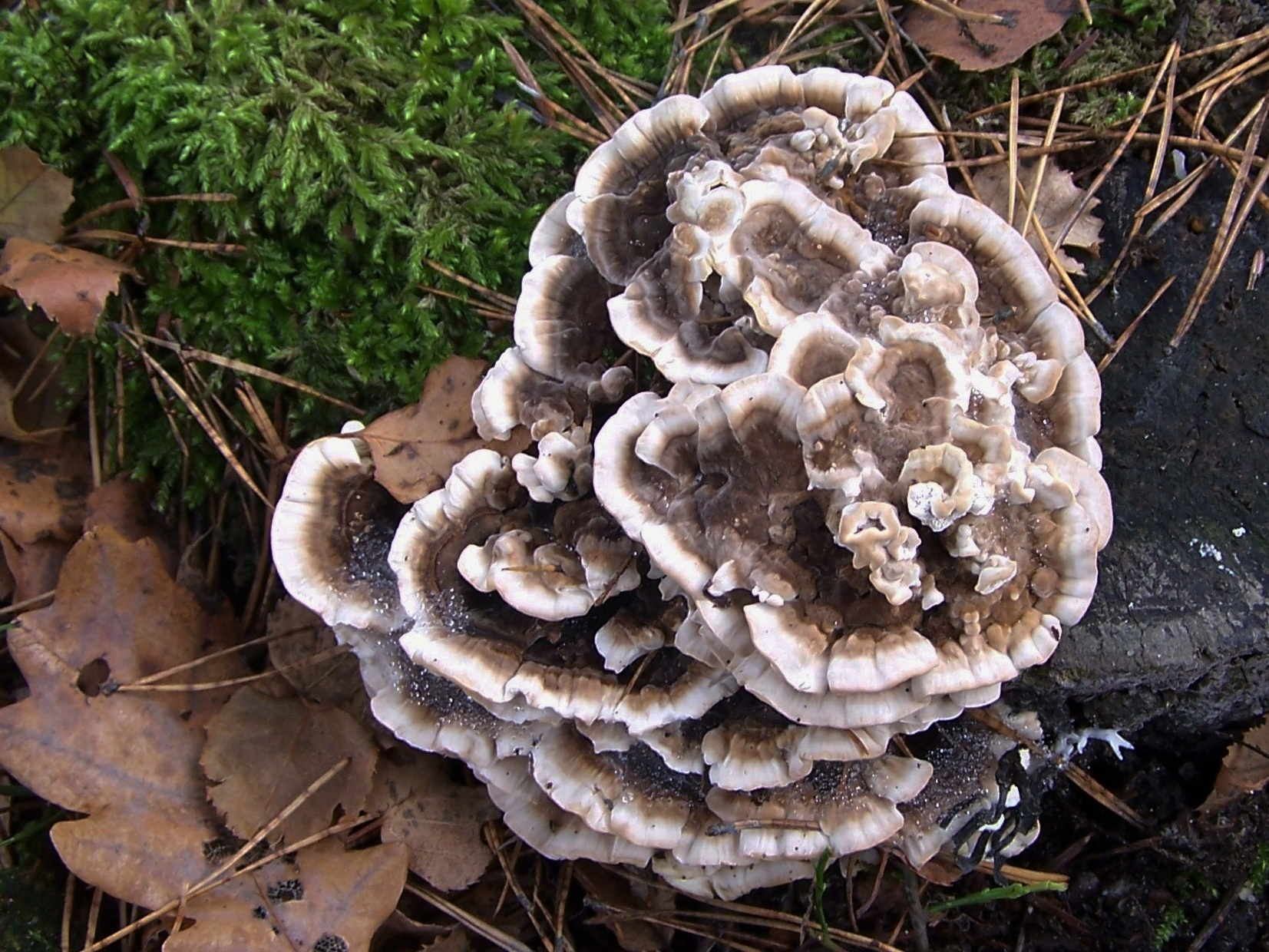
Owocniki tworzą duże skupiska

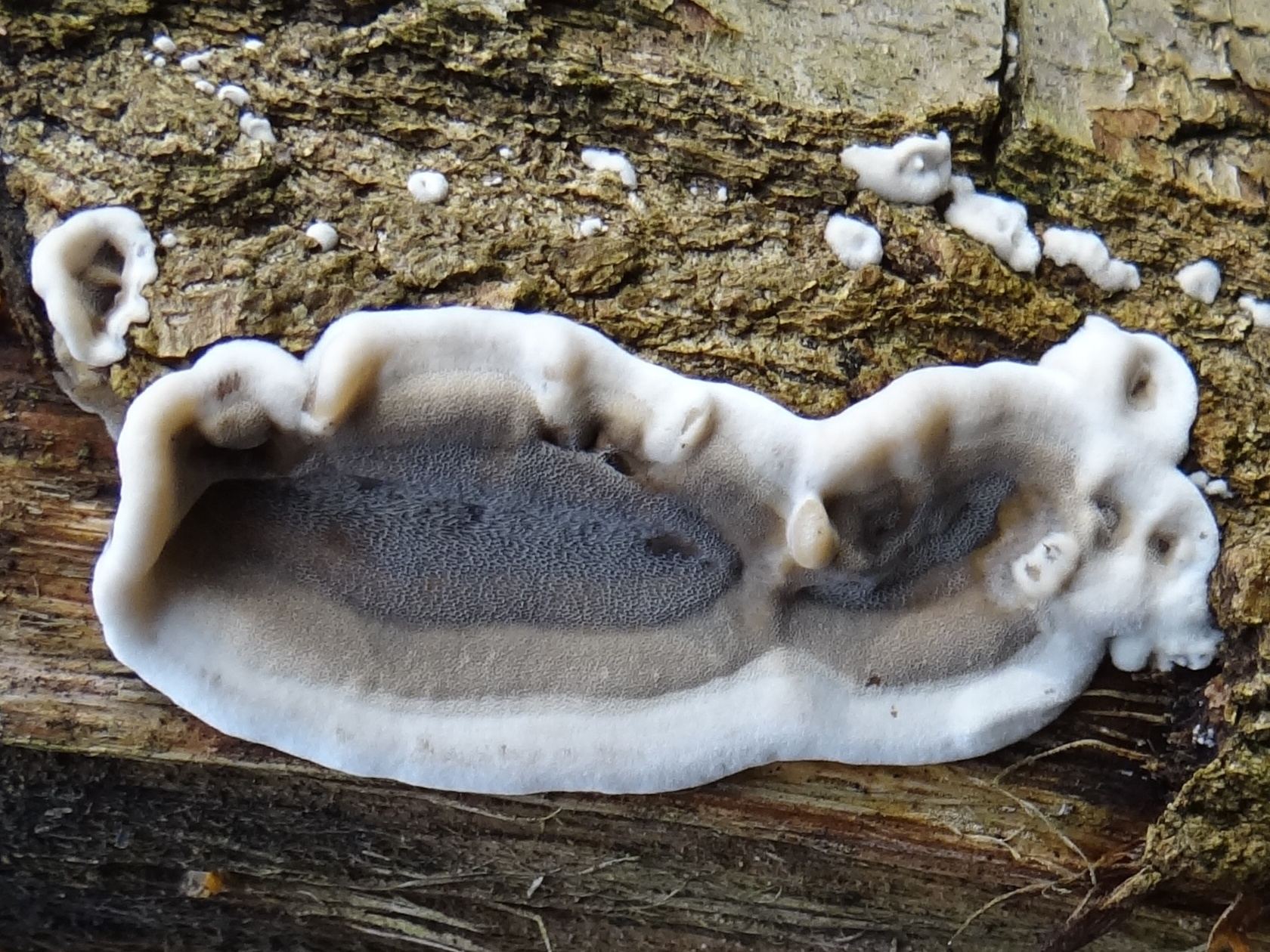
Hymenofor owocnika rozpostarto-odgiętego

Szaroporka podpalana (Bjerkandera adusta  (Willd.) P. Karst.) – gatunek grzybów z rodziny korownicowatych (Phanerochaetaceae).

## Systematyka i nazewnictwo
Pozycja w klasyfikacji według Index Fungorum: Bjerkandera, Phanerochaetaceae, Polyporales, Incertae sedis, Agaricomycetes, Agaricomycotina, Basidiomycota, Fungi.
Po raz pierwszy zdiagnozował go w 1787 r. Carl Ludwig von Willdenow nadając mu nazwę Boletus adustus. Obecną, uznaną przez Index Fungorum nazwę nadał mu Petter Karsten w 1879 r.
Synonimów posiada ponad 80.
Nazwę polską podali Barbara Gumińska i Władysław Wojewoda w 1983. W polskim piśmiennictwie mykologicznym gatunek ten ma też inne nazwy:huba czarniawa, bjerkandera podpalana, huba odymiona.

## Morfologia
Owocniki
Jednoroczne. Pojedynczy owocnik ma kształt półkolisty, ale także rozpostarty lub rozpostarto-odgięty. Często owocniki występują w dużych skupieniach, pokrywając powierzchnię o długości nawet do 5 m. Pojedynczy owocnik ma szerokość 2–10 cm, grubość ok. 1 cm. Do podłoża przyrasta bokiem. Zazwyczaj owocniki wyrastają gromadnie, dachówkowato jeden nad drugim. Powierzchnia delikatnie aksamitna i pomarszczona. Kolor od ochrowobrązowego do szarobrązowego. Strefa brzegowa jest wyraźnie jaśniejsza, biaława, dopiero u starszych owocników staje się szaroczarna.
Hymenofor
Rurkowaty. Rurki o długości 4–6 mm, wyraźnie kontrastujące z jasną barwą miąższu. Są od miąższu oddzielone szaroczarniawą linią widoczną na poprzecznym przekroju owocnika. Po uciśnięciu rurki ciemnieją. Pory zaokrąglone i drobne; na 1 mm występuje ich 4–6. Hymenofor ma kolor od białawego do szarociemnobrązowego.
Miąższ
Białawy lub kremowy, cienki, skórzasty i elastyczny. Ma słaby, lekko kwaskowaty zapach.
Wysyp zarodników
Słomkowożółty, nieamyloidalny. Zarodniki elipsoidalne, z jednej strony spłaszczone i zwężone. Rozmiar 4–5,5 × 2–3 µm.

## Występowanie
Występuje pospolicie w różnego typu lasach liściastych i mieszanych. Rośnie na zbutwiałych pniach i pniakach, głównie na drzewach liściastych, szczególnie często na buku, na drzewach iglastych bardzo rzadko. Owocniki rosną przez cały rok. Stwierdzono występowanie na następujących gatunkach drzew i krzewów: Acer dasycarpum, Acer negundo, Acer platanoides, Acer saccharinum, Aesculus hippocastanum, Alnus glutinosa, Betula pendula, Carpinus, Cerasus avium, Cerasus vulgaris, Corylus, Fagus, Forsythia, Fraxinus excelsior, Gleditsia triacanthos, Juglans regia, Larix, Populus tremula, Populus sp., Prunus curdica, Prunus domestica, Quercus robur, Quercus sp., Salix caprea, Salix sp., Sambucus nigra, Sambucus racemosa, Sorbus aucuparia, Syringa sp., Ulmus sp., bardzo rzadko na Abies, Larix, Picea.

## Znaczenie
Grzyb niejadalny, saprotrof rozkładający w drewnie zarówno celulozę, jak i ligninę i powodujący białą zgniliznę drewna. Czasami atakuje także drzewa uszkodzone (pasożyt ranowy). W 2009 r. badania kliniczne wykazały, że u niektórych ludzi grzyb ten wywołuje przewlekły kaszel oporny na leczenie tradycyjnie stosowanymi lekarstwami. Pomaga dopiero leczenie środkami antygrzybowymi.

## Gatunki podobne
Podobna jest szaroporka odymiona (Bjerkandera fumosa). Ma grubszy miąższ i hymenofor nie szary, lecz białożółtawy, pod wpływem ucisku nieco tylko brązowiejący.